# 扬州耶稣圣心堂
扬州耶稣圣心堂是位于江苏省扬州市北河下25号的一座天主教堂，是原天主教扬州监牧区的主教座堂。
1873年，原负责上海徐家汇天文台工作的法国籍耶稣会神父刘德跃来到扬州，在缺口城门内购地动工建造耶稣圣心堂，1875年初步竣工。1876年1月1日，江南代牧区主教郎怀仁来到扬州，为这座教堂祝圣。耶稣圣心堂于1900年全部建成。教堂坐西朝东，面积357平方米，建筑风格为哥特式，有2座高17米的钟楼，堂内祭台供奉耶稣圣心像，内部的10根红漆柱及哥特式建筑梁架及有特色，并有精美的彩色玻璃窗及各种装饰。但是前面修建了带有中国风味的门楼与照壁。由于这座教堂地处缺口城门附近，因此俗称缺口天主堂。
1949年，罗马教廷从天主教上海教区分设天主教扬州监牧区，扬州耶稣圣心堂成为新教区的主教座堂。1966年，文革开始，扬州耶稣圣心堂的钟楼及十字架被拆，内部祭台被毁，为工厂占用。1982年恢复开放，为扬州市唯一的天主教活动场所。
1995年4月，扬州耶稣圣心堂被江苏省人民政府列为江苏省文物保护单位。
32°23′25″N 119°26′49″E / 32.39028°N 119.44694°E